# جرارد اشنایدر
جرارد اشنایدر (انگلیسی: Gerd Schneider; ۱۸ دسامبر ۱۹۴۰ – ۲۹ اکتبر ۱۹۸۳) بازیکن فوتبال اهل آلمان بود.
از باشگاه‌هایی که در آن بازی کرده‌است می‌توان به باشگاه فوتبال کایزرسلاوترن اشاره کرد.